# Campeonato Neerlandés de Fútbol 1898-99
El Campeonato Neerlandés de Fútbol 1898/99 fue la 11.ª edición del campeonato de fútbol de los Países Bajos. Participaron doce equipos divididos en dos divisiones. El campeón nacional fue determinado por un partido final  entre los ganadores de la división este y oeste. RAP ganó el campeonato venciendo al Vitesse por 3:2 y 2:1.

## Nuevos participantes
Eerste Klasse Este:
- Koninklijke UD
- Quick Nijmegen

Eerste Klasse Oeste:
- Koninklijke HFC regresó después de una temporada de ausencia

## Divisiones

### Eerste Klasse Este
| Pos | Equipo              | PJ | PG | PE | PP | GF | GC | Pts | DG  | Notas                                  |
| --- | ------------------- | -- | -- | -- | -- | -- | -- | --- | --- | -------------------------------------- |
| 1   | Vitesse             | 8  | 5  | 3  | 0  | 32 | 12 | 13  | +20 | Clasificado a la final del campeonato. |
| 2   | Go Ahead Wageningen | 8  | 5  | 1  | 2  | 28 | 8  | 11  | +20 | -                                      |
| 3   | Quick Nijmegen      | 8  | 2  | 3  | 3  | 15 | 15 | 7   | 0   | -                                      |
| 4   | Koninklijke UD      | 8  | 1  | 3  | 4  | 8  | 16 | 5   | -8  | No participa en la próxima temporada.  |
| 5   | PW                  | 8  | 1  | 2  | 5  | 8  | 40 | 4   | -32 | -                                      |

PJ = Partidos jugados; PG = Partidos ganados; PE = Partidos empatados; PP = Partidos perdidos; GF = Goles a favor; GC = Goles en contra; Pts = Puntos; DG = Diferencia de goles

### Eerste Klasse Oeste
| Pos | Equipo              | PJ | PG | PE | PP | GF | GC | Pts | DG  | Notas                                  |
| --- | ------------------- | -- | -- | -- | -- | -- | -- | --- | --- | -------------------------------------- |
| 1   | RAP                 | 12 | 10 | 2  | 0  | 37 | 15 | 22  | 22  | Clasificado a la final del campeonato. |
| 2   | HVV Den Haag        | 12 | 6  | 2  | 4  | 23 | 15 | 14  | +1  | -                                      |
| 3   | HFC Haarlem         | 12 | 5  | 3  | 4  | 29 | 23 | 13  | +10 | -                                      |
| 4   | HBS Craeyenhout     | 12 | 5  | 2  | 5  | 21 | 15 | 12  | +6  | -                                      |
| 5   | Sparta Rotterdam    | 12 | 5  | 0  | 7  | 18 | 28 | 10  | -10 | -                                      |
| 6   | Koninklijke HFC     | 12 | 3  | 1  | 8  | 13 | 33 | 7   | -20 | -                                      |
| 7   | Rapiditas Rotterdam | 12 | 3  | 0  | 9  | 17 | 29 | 6   | -12 | No participa en la próxima temporada.  |

PJ = Partidos jugados; PG = Partidos ganados; PE = Partidos empatados; PP = Partidos perdidos; GF = Goles a favor; GC = Goles en contra; Pts = Puntos; DG = Diferencia de goles

### Final del campeonato
| Equipo 1 | Agr. | Equipo 2 | Ida | Vuelta |
| -------- | ---- | -------- | --- | ------ |
| RAP      | 5-3  | Vitesse  | 3-2 | 2-1    |

|                        |
| Campeón RAP 5.° título |